# La letteratura e il male
La letteratura e il male è un libro scritto nel 1957 da Georges Bataille e pubblicato presso Gallimard. In italiano è stato tradotto da Andrea Zanzotto nel 1973.
Attraverso l'analisi delle opere di Emily Brontë, Charles Baudelaire, Jules Michelet, William Blake, Sade, Marcel Proust, Franz Kafka e Jean Genet (ai quali dedica un capitolo ciascuno), Bataille fa una considerazione sul fatto che la letteratura è legata in modo inseparabile al male e al senso di colpa.
I saggi, rivisti e ampliati e che possono essere letti anche singolarmente, erano stati già pubblicati sulla rivista "Critique", di cui era direttore.

## Edizioni italiane
- Georges Bataille, La letteratura e il male, Rizzoli, Milano, 1973
- Georges Bataille, La letteratura e il male, SE, Milano, 1987. ISBN 8877100680 ISBN ISBN 8877101881 ISBN 8877103876 ISBN 9788877108104
- Georges Bataille, La letteratura e il male, Oscar Mondadori, Milano, 1991. ISBN 8804350229